# 何塞安赫爾拉馬斯市

何塞安赫爾拉馬斯市（西班牙語：Municipio José Ángel Lamas），是委內瑞拉的一個市，位於該國北部阿拉瓜州，首府設於聖克魯斯，面積20平方公里，2007年人口33,513，人口密度為每平方公里1,700人。